# Pseudoctenus
Genre
Pseudoctenus est un genre d'araignées aranéomorphes de la famille des Zoropsidae.

## Distribution
Les espèces de ce genre se rencontrent au Malawi, au Burundi et au Kenya.

## Liste des espèces
Selon World Spider Catalog (version 17.0, 21/05/2016) :
- Pseudoctenus meneghettii Caporiacco, 1949
- Pseudoctenus thaleri Jocqué, 2009

## Publication originale
- Caporiacco, 1949 : Aracnidi della colonia del Kenya raccolti da Toschi e Meneghetti negli anni 1944-1946. Commentationes Pontificiae Academia Scientarum, vol. 13, p. 309-492.